# Herbert Schnoor
Herbert Schnoor (* 1. Juni 1927 in Aurich; † 20. Juni 2021 in Werder (Havel)) war ein deutscher Jurist, Verwaltungsbeamter und Politiker (SPD). Von 1980 bis 1995 war er Innenminister von Nordrhein-Westfalen sowie Abgeordneter im dortigen Landtag.

## Leben
Herbert Schnoor wurde im Juni 1927 als Sohn eines Volksschullehrers geboren und durchlief seine schulische Ausbildung in Aurich und Moordorf, die er ab 1944 aufgrund seiner Verpflichtung zum Reichsarbeits- und Kriegsdienst unterbrechen musste. Diesen absolvierte er zunächst als Marinehelfer, später als Fahnenjunker in der Infanterie. Am 25. Januar 1944 beantragte er die Aufnahme in die NSDAP und wurde zum 20. April desselben Jahres aufgenommen (Mitgliedsnummer 9.865.902). Während des Krieges geriet er in französische Kriegsgefangenschaft, aus der er im Jahr 1947 floh. Nach dem Abitur am Gymnasium Ulricianum in Aurich (1947) nahm er 1948 ein Studium der Rechtswissenschaft an den Universitäten in Würzburg und Göttingen auf, das er 1952 mit dem Ersten und 1957 mit dem Zweiten Juristischen Staatsexamen beendete. Im Jahr 1959 wurde er an der Universität Göttingen zum Dr. jur. promoviert (Dissertation: Die nordwestdeutschen waldwirtschaftlichen Zusammenschlüsse in der staatlichen Verwaltungsordnung).
Im Jahr 1958 trat Schnoor als Assessor in den Verwaltungsdienst des Landes Niedersachsen ein. Er wurde ein Jahr später Regierungsassessor und arbeitete von 1961 bis 1963 als Regierungsrat bei der Bezirksregierung Stade. Im Anschluss war er kurzzeitig beim Bundesministerium für Gesundheitswesen tätig und wurde dort zum Oberregierungsrat befördert. 1964 wechselte er in den Verwaltungsdienst des Landes Nordrhein-Westfalen, zunächst als Referent im Kultusministerium. Er trat 1965 in die SPD ein und war von 1966 bis 1969 Persönlicher Referent des Kultusministers Fritz Holthoff. Im Jahr 1965 wurde er zum Regierungsdirektor, 1967 zum Ministerialrat und 1968 zum Leitenden Ministerialrat ernannt. 1969 wurde er als Ministerialdirigent ins Innenministerium versetzt, wo er für ein Jahr die Leitung der Personalabteilung übernahm.
Am 28. Juli 1970 wurde Schnoor in die von Ministerpräsident Heinz Kühn geführte Regierung des Landes Nordrhein-Westfalen als Staatssekretär im Ministerium für Wissenschaft und Forschung unter Minister Johannes Rau berufen. Danach betraute ihn Kühn am 4. Juni 1975 mit der Leitung der Staatskanzlei, die er bis 1980 innehatte. Bei der Landtagswahl 1980, bei der die SPD die absolute Mehrheit der Mandate errungen hatte, zog Schnoor als Abgeordneter über die Landesliste in den Landtag Nordrhein-Westfalen ein und wurde am 4. Juni 1980 als Nachfolger von Burkhard Hirsch (FDP) zum Innenminister ernannt. Nach dem Rücktritt von Finanzminister Diether Posser übernahm er am 1. Mai 1988 auch zusätzlich das Amt des stellvertretenden Ministerpräsidenten. Bei den Landtagswahlen 1985 und 1990 errang er jeweils ein Direktmandat für den Landtagswahlkreis Düsseldorf I.
Während seiner Amtszeit als Innenminister war Schnoor von 1980 bis 1985 Mitglied und danach stellvertretendes Mitglied des Bundesrates. In den 1980er Jahren lehnte er die von Bundesinnenminister Friedrich Zimmermann vorangetriebene Verschärfung des Demonstrationsstrafrechts ab und befürwortete stattdessen ein liberaleres Kontrastprogramm.
In seine Amtszeit fiel im August 1988 das Gladbecker Geiseldrama. In der Folge verteidigte Schnoor das Vorgehen der Polizei Nordrhein-Westfalen, geriet aber nach dem Rücktritt des Bremer Innensenators Bernd Meyer zunehmend in Bedrängnis. Von Ministerpräsident Rau gestützt musste er sich nach einem Antrag der CDU-Opposition im Landtag im Februar 1989 vor einem parlamentarischen Untersuchungsausschuss verantworten. Dort wurde ihm vorgeworfen, die Gefährlichkeit der Geiselnehmer unterschätzt zu haben. Er begegnete den Vorwürfen damit, dass es keine falsche Entscheidungen gegeben habe, sondern „nur einen Mangel an richtigen“ und blieb trotz zahlreicher Rücktrittsforderungen im Amt. Im Juni 1989 wurde er von der Verantwortung am Ablauf des Polizeieinsatzes freigesprochen. Die Einleitung eines Ermittlungsverfahrens wegen fahrlässiger Tötung wurde von der Bochumer Staatsanwaltschaft abgelehnt.
Schnoor setzte sich in Nordrhein-Westfalen zusammen mit Gernot Wießner für das Bleiberecht der Jesiden ein und reiste im Jahr 1989 zusammen mit einer Delegation in die Türkei, um sich selbst ein Bild von der Verfolgung der Jesiden zu machen.
Anfang der 1990er-Jahre forderte Schnoor eine Liberalisierung in der Asylpolitik. Im Hinblick auf den zunehmenden Rechtsradikalismus veränderte er seine Haltung zur Deeskalationsstrategie bei Demonstrationen. Im Zusammenhang mit dem Brandanschlag von Solingen musste er im Sommer 1994 einräumen, dass der Verfassungsschutz den Leiter einer Kampfsportschule als V-Mann in der rechtsextremen Szene von Solingen eingesetzt hatte.
Bei der Landtagswahl im Mai 1995 kandidierte Schnoor erneut für seinen Wahlkreis, unterlag aber dem CDU-Politiker Heinz Hardt und schied als Abgeordneter aus dem Landtag aus. Wie bereits Ende 1994 angekündigt, schied er am 17. Juli 1995 aus Altersgründen als Innenminister und stellvertretender Ministerpräsident aus der Landesregierung aus. Zu seinem Nachfolger als Innenminister wurde Franz-Josef Kniola bestellt, das Amt des stellvertretenden Ministerpräsidenten übernahm Michael Vesper.
Nach seinem Rückzug aus der nordrhein-westfälischen Landespolitik nahm Schnoor eine Tätigkeit als Anwalt für Öffentliches Recht in einer Düsseldorfer Kanzlei auf. Darüber hinaus unterstützte er den brandenburgischen Innenminister Alwin Ziel beim Aufbau der Landes- und Kommunalverwaltungen.
Herbert Schnoor war verheiratet und Vater zweier Töchter. Er starb am 20. Juni 2021 im Alter von 94 Jahren in Werder (Havel).

## Ehrungen
- Gustav-Heinemann-Bürgerpreis am 21. Mai 1989 durch den Parteivorsitzenden Hans-Jochen Vogel (zusammen mit dem Flüchtlingsrat West/Berlin).[21]
- Verdienstorden des Landes Nordrhein-Westfalen, 6. November 1997[22]
- Verdienstorden des Landes Brandenburg, 14. Juni 2010.
- Ehrenpreis der GEA (Gemeinschaft Ezidischer Akademiker) für besondere Verdienste für die ezidische Gemeinschaft, 2014.[23]